# Invasión del Imperio centroafricano

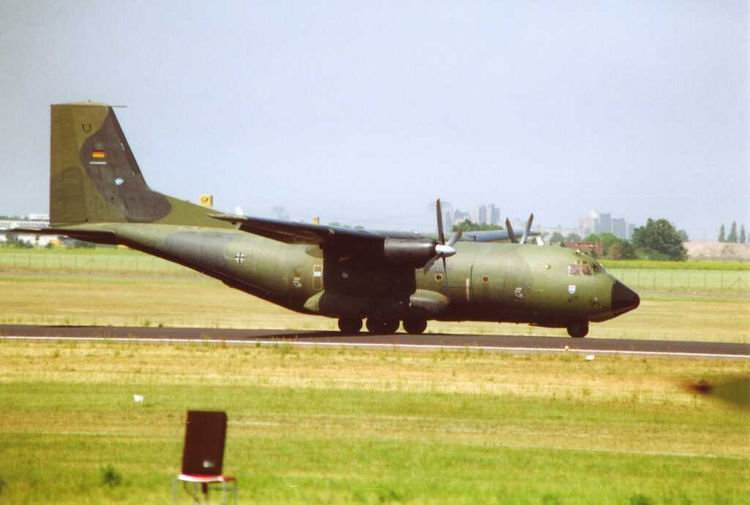
Un C-160 Transall en aterrizaje (Berlín, 2000)

La invasión del Imperio centroafricano, con nombre en clave de operación Barracuda, fue la intervención militar por parte de una alianza de Estados africanos liderados por Francia y los rebeldes republicanos contra los dominios del emperador Bokassa I, mientras este último sufría un golpe de Estado paralelo.

## Desarrollo
Barracuda estaba dirigida por el coronel francés Bernard Degenne, con base en N'Djamena (capital de Chad), quien dio el nombre en clave Barracuda a cuatro helicópteros Aérospatiale SA 330 Puma y cuatro aviones de transporte Transall C-160, que transportaban elementos del 8.º de Infantería de Marina. Regimiento de Infantería Paracaidista a la capital centroafricana de Bangui. Al mediodía, una compañía del 3.º Regimiento de Paracaidistas de Infantería de Marina de Libreville (capital de Gabón) también fue transportada a Bangui.
Hasta noviembre de 1979, Barracuda tenía como objetivo proteger a los ciudadanos franceses en el país y al gobierno de Dacko, además de apoyar a las recientemente restauradas Fuerzas Armadas de la República (FACA) en el mantenimiento del orden contra los seguidores del emperador depuesto. Posteriormente, se propuso reconstruir e instruir a las FACA para garantizar la estabilidad del país. Barracuda terminó en junio de 1981 y fue reemplazado por los "Elementos Franceses de Asistencia Operacional" que permanecieron en la República Centroafricana hasta 1998.